# Korsakoffs sjukdom
Korsakoffs sjukdom, Korsakoff, även kallad alkoholdemens, är en demenssjukdom orsakad av näringsbrist på vitamin B1. Demensen beror på skador i storhjärnan. Orsaken är nästan alltid långvarigt alkoholmissbruk. Sjukdomen kallas också Wernicke-Korsakoffs syndrom, där Wernickes sjukdom eller syndrom engagerar lillhjärnan, då det är vanligt att både storhjärnan och lillhjärnan är skadade.

## Vitaminbrist
Sjukdomen är en näringsbristsjukdom och beror på brist på tiamin, det vill säga vitamin B1. Detta vitamin finns i många livsmedel och det är mycket ovanligt att tiaminbrist uppstår. Det är främst alkoholmissbrukare som drabbas av tiaminbrist; dels för att dessa ofta missköter sitt näringsintag i allmänhet, dels för att näringsupptaget delvis försämras av missbruket, dels för att kroppen använder B-vitamin vid nedbrytningen av alkohol. Patienter som alkoholavgiftas på svenska sjukhus ges rutinmässigt initialt injektioner med bland annat tiamin i höga doser (Neurobion) och senare under behandlingen B-vitaminer i tablettform som patienten måste fortsätta ta dagligen under ett antal veckor (Beviplex Forte och Folacin; tidigare användes Oralovite i stället för Beviplex Forte). 

### Nervskador
Sjukdomen är en demenssjukdom och tillika organisk nervsjukdom med psykosartade episoder som drabbar personer med en långvarig överkonsumtion av alkohol (alkoholister). Sjukdomen ger försämrat närminne, försämrad inlärningsförmåga, avsaknad av eller bristfällig förmåga till abstrakt tänkande, desorientering i tid och rum samt ofta till person. Alkoholister som utvecklar denna sjukdom kan ibland ha en "god fasad", och då de inte riktigt kan redogöra för någonting konfabulerar de i stället. Personer med Korsakoffs sjukdom är ofta (i motsats till övriga med demenssjukdom) vältaliga och pratglada, men då närminnet och senare även fjärrminnet sviker, samt ordförrådet tryter, hittar de i stället på de mest osannolika historier eller förklaringar till hur de själva upplever sin situation. Sömnstörningar och epileptiska kramper förekommer också i sjukdomsbilden.

### Demografi och påverkan
Personer med Korsakoffs sjukdom är ibland yngre än personer som utvecklar andra demenssjukdomar. Som vid alla andra demenssjukdomar leder sjukdomen utför och den sjukes tillstånd försämras gradvis. Demenssjukdomar leder inte direkt till döden, ej heller Korsakoffs sjukdom, utan till någon annan kroppslig åkomma som förvärras av att det allmänna hälsotillståndet kraftfullt försämras av demenssjukdomen i kombination med hög ålder. Efter ett långvarigt alkoholmissbruk brukar också andra kroppsliga sjukdomar uppkomma, såsom nedsatt leverfunktion, nedsatt njurfunktion, nedsatt funktion i bukspottskörteln vilket orsakar diabetes, åderbråck i matstrupen och neurologiska skador orsakade av bristande B-vitaminupptag. Dessa faktorer i kombination med Korsakoffs sjukdom påverkar sjukdomsförloppet avsevärt.